# Korskälltjärnen
Korskälltjärnen är en sjö i Härjedalens kommun i Härjedalen och ingår i Ljusnans huvudavrinningsområde. Sjön har en area på 0,0824 kvadratkilometer och ligger 546,5 meter över havet.

## Delavrinningsområde
Korskälltjärnen ingår i det delavrinningsområde (685409-138880) som SMHI kallar för Mynnar i Härjån. Medelhöjden är 635 meter över havet och ytan är 46,17 kvadratkilometer. Det finns inga avrinningsområden uppströms utan avrinningsområdet är högsta punkten. Åvasslan som avvattnar avrinningsområdet har biflödesordning 3, vilket innebär att vattnet flödar genom totalt 3 vattendrag innan det når havet efter 308 kilometer. Avrinningsområdet består mestadels av skog (83 procent) och sankmarker (15 procent). Avrinningsområdet har 0,08 kvadratkilometer vattenytor vilket ger det en sjöprocent på 0,2 procent.